# ミオウラオビフタオシジミ
ミオウラオビフタオシジミ （Dacalana mio） は、チョウ目（鱗翅目）アゲハチョウ上科シジミチョウ科に分類されるチョウの一種。フィリピン固有種。ウラオビフタオシジミ属は前翅が12脈あるもの、11脈しかないもの、また前翅翅表第1b室に毛束を備えた性斑を有するもの、またこれを欠くもの、とさまざまであるが、共通するのはオスの翅表が青色系の色彩に輝くこと、後翅翅表に性斑があり、前翅裏面後縁に毛束があることである。またボルネオ特産種の D. lowii を除くすべての種の裏面は前、後翅に白色縦条が走っている。インド北部からスンダランド、スラウェシ、フィリピンに約20種が知られていて、特にフィリピンで繁栄している。

## 分布
ミンダナオとレイテで見られる。

## 形態
前翅長は約16-18mm。本属はオス、メスを通じて非常に酷似した種が多く、またメスが未発見の種があって同定にてこずるグループであるが、オス交尾器の相違とともに、よく観察すると翅表翅裏は種によって差異があるので、オスの場合は比較的区別がつく。

## 生態
採集データから推察すると年に2回発生しているのではないかと思われる。

種名の語源：筆頭命名者の長女　林美緒に因む。